# Scottish Open 1988
Die Scottish Open 1988 im Badminton fanden vom 25. bis zum 27. November 1988 in Edinburgh, Schottland, statt. Mit einem Preisgeld von 15.000 US-Dollar wurde das Turnier als 1-Sterne-Turnier in der Grand Prix-Wertung eingestuft.

## Finalresultate
| Disziplin    | Sieger                             | Finalist                       | Ergebnis     |
| ------------ | ---------------------------------- | ------------------------------ | ------------ |
| Herreneinzel | Morten Frost                       | Nick Yates                     | 15:7, 15:5   |
| Dameneinzel  | Christine Magnusson                | Fiona Smith                    | 11:9, 12:10  |
| Herrendoppel | Henrik Svarrer Claus Thomsen       | Rikard Rönnblom Erik Söderberg | 15:12, 15:10 |
| Damendoppel  | Gillian Clark Sara Sankey          | Dorte Kjær Gitte Paulsen       | w.o.         |
| Mixed        | Pär-Gunnar Jönsson Maria Bengtsson | Nils Skeby Gitte Paulsen       | w.o.         |